# Peter Hug
Peter Hug (* 1955 in Bern) ist ein Schweizer Historiker. Er war von 2004 bis 2020 Internationaler Sekretär der Sozialdemokratischen Partei der Schweiz, sowie deren Politischer Fachsekretär für Aussen-, Entwicklungs- und Militärpolitik.

## Leben
Hug studierte Geschichte, Wirtschafts- und Sozialgeschichte und Volkswirtschaft in Bern und Berlin. Er wurde 1994 in Geschichte promoviert und arbeitete danach am Historischen Institut der Universität Bern.

### Debatte um die Schweiz im Zweiten Weltkrieg
Im Zusammenhang mit dem 1995 angestossenen Verfahren um jüdische Vermögen bei Schweizer Banken wurde Hug (zusammen mit Marc Perrenoud) vom Eidgenössischen Departement für auswärtige Angelegenheiten beauftragt, einen Bericht auszuarbeiten. Dieser Bericht sollte aufzeigen, was mit Vermögenswerten von Staatsbürgern aus Polen, Ungarn, Rumänien und anderen ‚Oststaaten‘ geschehen war, als sich herausstellte, dass die Schweiz jene Werte diesen kommunistischen Staaten angeboten hatte, um Entschädigungen für die Verstaatlichungen von Schweizer Werten durch die Regierungen der Oststaaten zu erhalten. 
Im Schlussbericht bezichtigten Hug und Perrenoud den (zur Zeit der Veröffentlichung des Berichts noch lebenden) in den 1980er-Jahren für die Umsetzung der Entschädigungsabkommen verantwortlichen alt-Bundesrat Kurt Furgler eine «Rechtsbeugung» beantragt zu haben. Furgler wurde vorgeworfen, seinen Bundesratskollegen (allen voran Nello Celio) vorgeschlagen zu haben, «...trotz fehlender Rechtsgrundlage bei allen, aufgrund des Meldebeschlusses 1962 als vakant gemeldeten Vermögen von Einlegern aus Oststaaten auf Verschollenheitsverfahren und Erbenaufrufe zu verzichten...» und stattdessen die Vermögenswerte zu einem Drittel einem allgemeinen Fonds zur Unterstützung von ehemaligen Flüchtlingen aus der Zeit des Zweiten Weltkrieges und zu zwei Dritteln dem Schweizerischen Israelitischen Gemeindebund zu übergeben.
Der Bundesrat wies die Vorwürfe Hugs in einer Stellungnahme zurück.
Hug wurde später von der Unabhängigen Expertenkommission Schweiz – Zweiter Weltkrieg (oft Bergier-Kommission genannt) mit einer Untersuchung beauftragt. Diese erschien unter dem Titel «Schweizer Rüstungsindustrie und Kriegsmaterialhandel zur Zeit des Nationalsozialismus: Unternehmensstrategien – Marktentwicklung – politische Überwachung» im Jahr 2002. Nach der Eröffnung der Sammlung Bührle im Erweiterungsbau des Kunsthauses Zürich kam es 2021 zu einem erneuten Aufflammen der Thematik der Schweizer Rüstungslieferungen an das Dritte Reich. Peter Hug wurde zusammen mit anderen Experten vom Archiv für Zeitgeschichte der ETH Zürich zum aktuellen Forschungsstand zum Thema «Bührle und das Dritte Reich» befragt und erstellte zum Thema einen Podcast.

### Forschung zu den Beziehungen Schweiz-Südafrika
Im Rahmen des Nationalen Forschungsprogramms «Beziehungen Schweiz – Südafrika» unter der Leitung von Georg Kreis setzte sich Peter Hug mit dem Verhältnis zwischen der Schweiz und der südafrikanischen Apartheid-Regierung auseinander. Er verfasste einen Bericht zu den militärischen, rüstungsindustriellen und nuklearen Beziehungen der Schweiz und Südafrika. Unter anderem kam er zum Schluss, dass Schweizer Firmen wie Sulzer wichtige Komponenten zur südafrikanischen Urananreicherung lieferten, die für die sechs von Südafrika hergestellten Atombomben das notwendige spaltbare Material bereitstellten. Nachdem der Bundesrat 2003 angesichts drohender Sammelklagen in den USA von Apartheidopfern gegen Schweizer Banken eine Teilaktensperre im Schweizerischen Bundesarchiv verordnete, gab Hug Schweizer Zeitungen zu diesem Thema kritische Interviews. Diese Aktensperre behinderte Hug nur bedingt in seiner Arbeit, da er auch in südafrikanischen Archiven nach Gegenakten forschte.

### Äusserungen zur Schweizer Neutralität in Betracht der russischen Invasion der Ukraine
Peter Hug gab der Reformierten Kirche der Schweiz 2023 ein Interview, in welchem er die Schweizer Sanktionspolitik gegen Russland kritisierte:

„Wer ganz ‘neutral’ nicht zwischen dem Angreifer und dem Überfallenen unterscheidet, erklärt den moralischen Bankrott. Aus ethischer Sicht und aus Sicht der UNO-Charta gibt es gegenüber einem Angriffskrieg keinen Raum für Neutralität. Namentlich der Rohstoffhandelsplatz Schweiz, der massiv von Putins Krieg profitiert und diesen kräftig mitfinanziert, sieht aber natürlich kein Problem, ‘neutral’ zu bleiben.“

#### Gastkommentar in der NZZ
In einem Gastkommentar in der Schweizer Tageszeitung Neue Zürcher Zeitung vom Mai 2024 bezeichnete Hug die Schweizerische Neutralität im Zusammenhang mit dem Ukraine-Krieg als „dysfunktional“ und erklärte, dass die Schweiz ihre gesamte Verteidigungspolitik überdenken müsse. Er forderte die Schweiz außerdem auf, der Ukraine mehr humanitäre Hilfe zu leisten, und bekräftigte, dass die Schweizer Behörden die Europäische Union stärker bei der Durchsetzung bestehender Sanktionen gegen Russland unterstützen sollten. Ausserdem forderte Hug mehr Mittel für die Cyber-Sicherheit: "Das Jahresbudget von 14 Millionen Franken für das Bundesamt für Cyber-Sicherheit ist schlicht lächerlich".

## Belege
1. ↑  Peter Hug | Chronos Verlag, abgerufen am 8. Oktober 2022
2. ↑  CV Peter Hug. (PDF) Sozialdemokratische Partei Schweiz, abgerufen am 3. Oktober 2022.
3. ↑  Peter Hug, Marc Perrenoud: In der Schweiz liegende Vermögenswerte von Nazi-Opfern und Entschädigungsabkommen mit Oststaaten. Hrsg.: Schweizerische Bundesarchiv. Bern 2006, S. 5.
4. ↑  Bundesrat zieht Schlussfolgerungen aus dem Bericht der Historiker Peter ug und Marc Perrenoud. Abgerufen am 4. Oktober 2022.
5. ↑  Unabhängige Expertenkommission Schweiz – Zweiter Weltkrieg UEK. Abgerufen am 4. Oktober 2022.
6. ↑  Peter Hug: Antworten zur Bührle-Debatte. Abgerufen am 4. Oktober 2022 (deutsch).
7. ↑  NFP 42+ Beziehungen Schweiz - Südafrika. Schweizerischer Nationalfonds, abgerufen am 8. November 2022.
8. ↑  «Der Bundesrat hat sich nie entschuldigt». Abgerufen am 4. Oktober 2022.
9. ↑  Ein Angriffskrieg lasse keinen Raum für Neutralität, sagt Historiker Peter Hug. Abgerufen am 4. September 2023.
10. ↑  Peter Hug: Neutralität gefährdet unsere Sicherheit. Sie muss zur Bündnisfreiheit werden. In: Neue Zürcher Zeitung. 4. Mai 2024, ISSN 0376-6829 (nzz.ch [abgerufen am 28. Juni 2024]).

| Personendaten    | Personendaten        |
| ---------------- | -------------------- |
| NAME             | Hug, Peter           |
| KURZBESCHREIBUNG | Schweizer Historiker |
| GEBURTSDATUM     | 1955                 |
| GEBURTSORT       | Bern                 |